# Xiajiashan
Xiajiashan är en köping i sydöstra Kina. Den ligger i Puning i staden Jieyang i provinsen Guangdong, omkring 300 kilometer öster om provinshuvudstaden Guangzhou. Antalet invånare är 83 822. Befolkningen består av 41 145 kvinnor och 42 677 män. Barn under 15 år utgör 27,0 %, vuxna 15-64 år 66 %, och äldre över 65 år 6,0 %.